# Yeonggwang-gun
Yeonggwang es un condado en el sur de la provincia de Jeolla del Sur, Corea del Sur. El condado (gun) es conocida por "Yeonggwang gulbi" (Larimichthys polyactis).